# C. Ed. Schulte

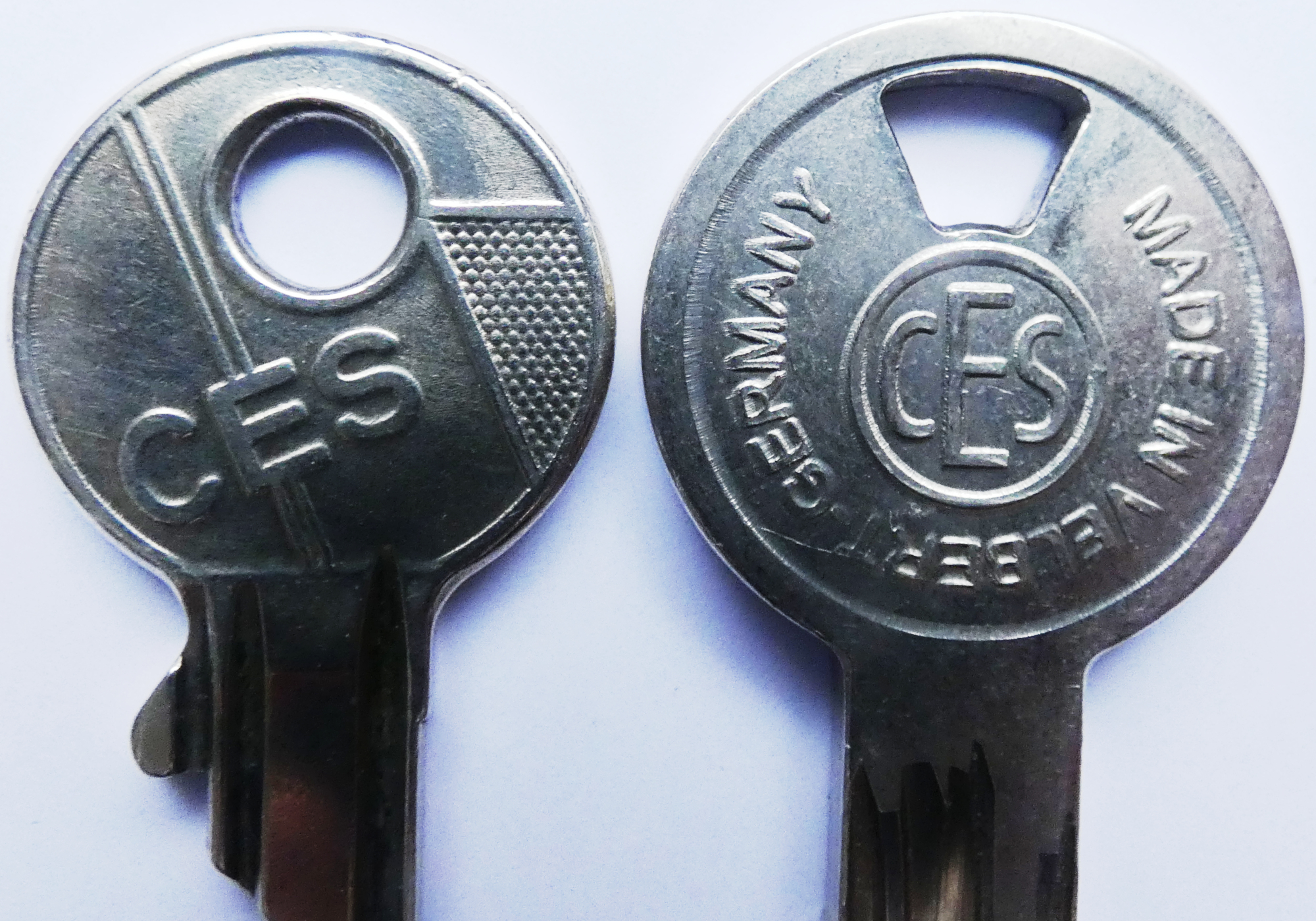
CES-Logo auf Schüsseln, ca. von 1970 und 2020

Die C. Ed. Schulte GmbH, kurz CES, ist ein Unternehmen mit Hauptsitz in Velbert, das für die Herstellung von Schließanlagen bekannt ist. Es ist die älteste Zylinderschlossfabrik in Deutschland. Es stellt mechanische und elektronische Schließanlagen, Schlösser und Sicherheitszylinder her. Zu den bekanntesten Objekten, die mit CES-Zylindern ausgestattet wurden, zählen die Dresdner Frauenkirche, das Kreuzfahrtschiff AIDAcara, das Reichstagsgebäude des Deutschen Bundestags, die Elbphilharmonie, die Universität Oxford und die Arena auf Schalke.
Am Hauptstandort in der Velberter Oberstadt sind 370 Mitarbeiter beschäftigt.

## Geschichte
Die Kleineisenindustrie im Velberter Raum ging aus bäuerlichen Nebenerwerbsbetrieben hervor. Die ältesten Belege für das Kleineisengewerbe im Bergischen Land finden sich in den Heberegistern des Klosters Werden aus dem Anfang des 12. Jahrhunderts. Zunächst erfolgte Mitte des 19. Jahrhunderts die Gründung von Fabriken durch kapitalkräftige Kaufleute. Die Schlossmeister, die 1855 im Durchschnitt anderthalb Beschäftigte hatten, schafften daraufhin einfache Arbeitsmaschinen an. So wurden aus Werkstätten Manufakturbetriebe. Bereits vor 1840 betätigten sich die Vorfahren des Firmengründers Heinrich Schulte in Velbert als Schlossmacher. 1857 wurde die Werkstatt auf den Sohn und Namensgeber der CES-Gruppe Carl-Eduard Schulte übertragen. Dieser gründete 1887 die Fabrik, welche 1888 ins Handelsregister eingetragen wurde. Damals waren 30 Mitarbeiter beschäftigt. Das Unternehmen wird bis heute als Familienunternehmen in siebter Generation geführt.
1896 wurde bei CES die erste Dampfmaschine in einer Schlossfabrik in Velbert aufgestellt. Bereits 1909 begann CES als erstes deutsches Unternehmen mit der Herstellung von Schließzylindern.

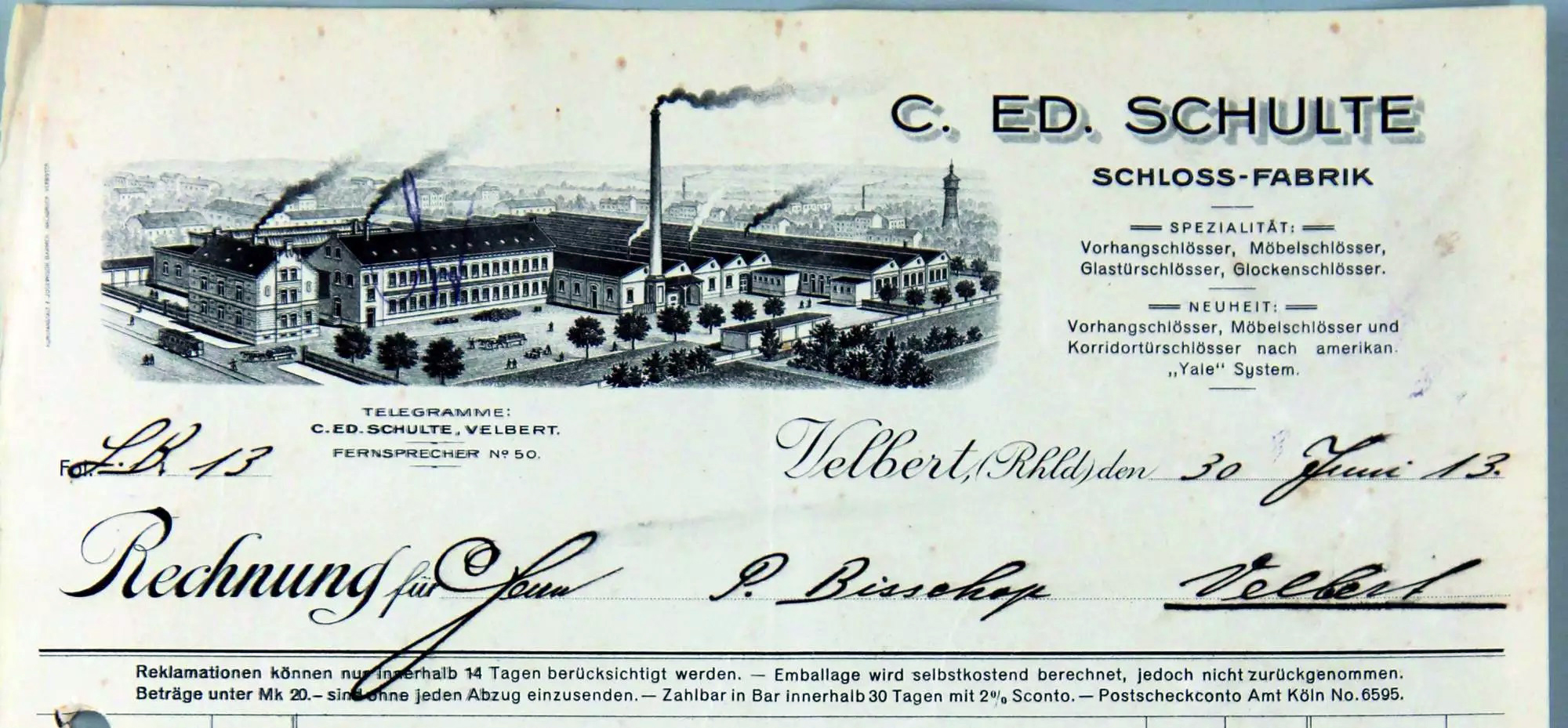
Briefkopf einer 1913 von C. Ed. Schulte datierten Rechnung

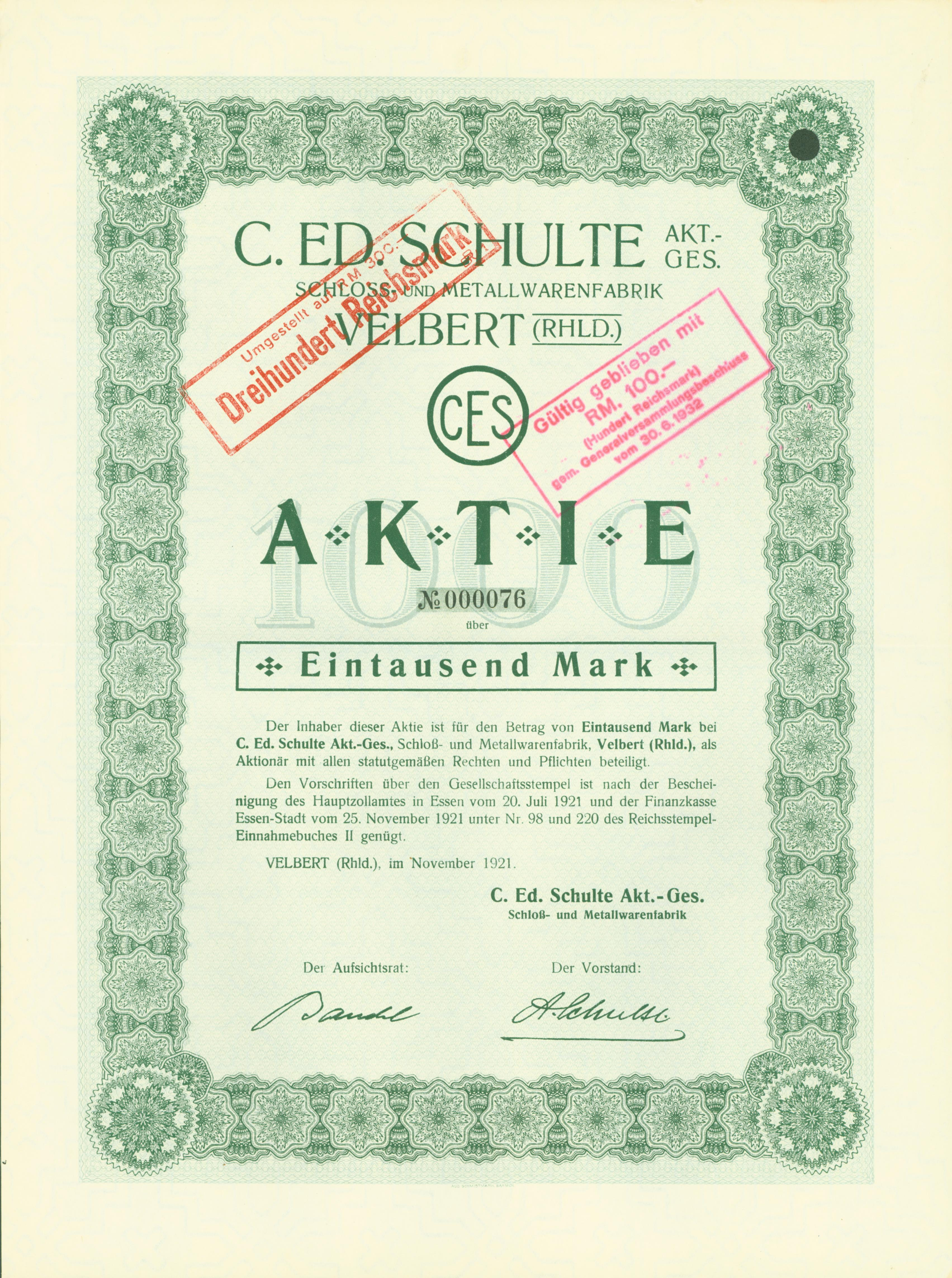
Aktie über 1000 Mark der C. Ed. Schulte AG vom November 1921

Während der Ruhrbesetzung nach dem Ersten Weltkrieg wurde die exportorientierte Schlossindustrie in eine tiefe Krise gestürzt. Die französische Zollbehörde beschlagnahmte die Geschäftsbücher der Firma C.Ed. Schulte und verhängte eine Strafe von 200.000 Franc. In der Weltwirtschaftskrise Ende der 1920er-Jahre wurde die Belegschaft von 280 auf 75 Mitarbeiter reduziert. Mit dem Wiedererstarken der Bauwirtschaft wurde CES zum Marktführer in Deutschland. Für den Neubau der Universität zu Köln 1934 wurde die bis dahin größte Schließanlage der Welt gefertigt. Die Kölnische Zeitung berichtet über das „Zauberschloss der Universität“, bei der ein Schlüssel 867 Schlösser öffnen kann. Im Zweiten Weltkrieg wurde die Metallindustrie in Velbert, obwohl zwischen den Wirtschaftsräumen Rheinschiene, Ruhrgebiet und Wuppertal gelegen, kaum bombardiert, was auf die zahlreichen Investitionen der amerikanischen Wirtschaft zurückzuführen sein soll.
1988 wurde ein in Kooperation mit dem Fraunhofer-Institut entwickelter elektronisch kontrollierter Schließzylinder vorgestellt. 2006 war CES Gründungsmitglied der Schlüsselregion e.V. und seit 2009 bietet das Unternehmen gemeinsam mit der Hochschule Bochum duale Studienplätze an. Im gleichen Jahr wurde das Schlüsseldesign eingeführt mit dem unverkennbaren „Made in Velbert – Germany“.
2004 erfolgte die Gründung der Zylinderfertigung in Hermannstadt, Rumänien. 2007 wurde die CESfrance SARL in Paris gegründet. CES eröffnete 2008 zwei weitere Niederlassungen in Apeldoorn, Niederlande, und Neumarkt, Italien.
2012 erfolgte die Markteinführung des elektronischen Schließsystems CES Omega Flex. Im Juni 2014 wurde das vertikale Wendeschlüssel-System WD in den Markt eingeführt.
2015 feierte das Unternehmen sein 175-jähriges Jubiläum. Die Markteinführung des cloudbasierten elektronischen Schließsystems CESentry erfolgte im Februar 2024.